# Dorothy Day
Dorothy Day (New York, 8 novembre 1897 – New York, 29 novembre 1980) è stata una giornalista e attivista sociale (membro dell'Industrial Workers of the World) statunitense.

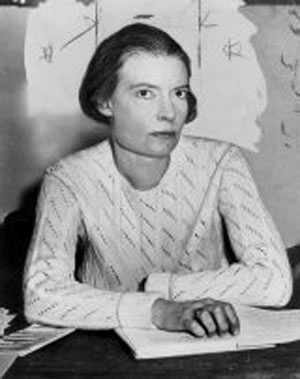
Dorothy Day

Famosa per le sue campagne di giustizia sociale in difesa dei poveri, dei senzatetto e dei lavoratori, si convertì al cattolicesimo nel 1927.

## Biografia
Nella vita di Dorothy Day, il punto di svolta è l'adesione al cattolicesimo; la fede si fonde con la sua esperienza di vita politica e sociale, iniziando una singolare presenza, non solo sindacale, con i lavoratori statunitensi.
Insieme a Peter Maurin ha fondato il Catholic Worker Movement nel 1933; il movimento, iniziato con la pubblicazione del giornale Catholic Worker, fu avviato per delineare una nuova collocazione anarchica e pacifista (negli anni trenta sempre più lacerati dalle guerre), che sposava la nonviolenza e l'ospitalità per gli impoveriti e i diseredati.
Dorothy Day aprì in seguito una "casa di ospitalità" nei quartieri poveri di New York. Il movimento si diffuse rapidamente in altre città degli USA, in Canada e in Gran Bretagna: dal 1941 sono state fondate più di trenta comunità, ognuna indipendente, ma tutte affiliate ai Catholic Workers. Oggi esistono ben più di cento comunità, incluse alcune in Germania, Paesi Bassi, Irlanda, Svezia, Messico, Australia e Nuova Zelanda.
Dagli anni sessanta la Day abbracciò la "sinistra" cattolica. Anche se negli anni dieci aveva scritto appassionatamente in difesa dei diritti delle donne, della libertà dell'amore e del controllo delle nascite, si oppose alla rivoluzione sessuale degli anni sessanta, dicendo che fu l'effetto malato di una simile rivoluzione sessuale negli anni venti (in quel periodo, precedente la sua conversione, aveva avuto un aborto).
Dorothy Day è sepolta nel Resurrection Cemetery di Staten Island, a pochi isolati da dove si trovava il suo cottage vicino al mare, dove iniziò ad interessarsi al cattolicesimo.

## Causa di canonizzazione
La sua causa di canonizzazione è stata proposta dai Missionari Clarettiani nel 1983. Molti oppositori l'hanno giudicata indegna a causa dei suoi "peccati di gioventù" (sessualità prematrimoniale e aborto); altri, tra cui i Catholic Workers, hanno giudicato non degno della persona lo stesso processo di canonizzazione. Ciononostante, il papa Giovanni Paolo II ha concesso all'arcidiocesi di New York il permesso di aprire la causa nel marzo del 2000, conferendole ufficialmente il titolo di serva di Dio. Nel novembre 2012 l'arcivescovo di New York cardinale Timothy Dolan ha sottoposto il proseguimento della causa alla Conferenza episcopale degli Stati Uniti - della quale è anche presidente - nel corso della riunione semestrale, ottenendo l'approvazione. Il 24 settembre 2015 Papa Francesco, nel discorso pronunciato davanti al Congresso degli Stati Uniti d'America, l'ha indicata, insieme a Abraham Lincoln, Martin Luther King e Thomas Merton, quale esempio degli uomini e donne di quel paese.

## Opere
Tra i suoi molti scritti, l'opera più importante è la sua autobiografia, The Long Loneliness, pubblicata nel 1952. Un resoconto di Dorothy Day sul movimento dei Catholic Workers, Loaves and Fishes, fu pubblicato nel 1963.
Le è stato inoltre dedicato un film, Entertaining Angels: The Dorothy Day Story , sulla sua vita e le lotte da lei intraprese (1996), nonché un lungometraggio documentario, Dorothy Day: Don't Call me a Saint (2006) , premiato alla Marquette University, dov'è stato aperto un archivio dei suoi documenti il 29 novembre 2005.

## Premi e riconoscimenti
- 1972: Laetare Medal dell'Università di Notre Dame;
- 1978: Pope Paul VI Teacher of Peace Award, di Pax Christi USA;
- 2002: inserita nella National Women's Hall of Fame.